# Seghetto (Croazia)
Seghetto (in croato Seget) è un comune della Regione spalatino-dalmata in Croazia. Al 2001 possedeva una popolazione di 4.904 abitanti. Nel 2009 il comune di Seghetto è stato insignito della bandiera blu.

## Geografia fisica
È posta sulla costa del mar Adriatico a 6 km a ovest di Traù. Gode di un clima di tipo mediterraneo particolarmente mite, con una bassa escursione tra le temperature massime e quelle minime.

## Società

### Etnie e minoranze straniere
Secondo il censimento del 2021, la maggior parte della popolazione è di etnia croata.

### La presenza autoctona di italiani
Vi fu in passato una presenza storica di italiani autoctoni che abitarono per secoli, la penisola dell'Istria e le coste e le isole del Quarnaro e della Dalmazia, territori che furono della Repubblica di Venezia. Nel 1845 il primo istituto scolastico fondato nel comune di Seghetto fu una scuola italiana, la "Scuola elementare minore ausiliare di Seghetto". La presenza degli italiani a Seghetto scomparve quasi del tutto in seguito agli esodi che hanno seguito la prima e la seconda guerra mondiale.

## Località
Il comune di Seghetto è suddiviso in 6 località (naselja) di seguito elencate. Tra parentesi il nome in lingua italiana, generalmente desueto.
- Bristivica (Brisul[6])
- Ljubitovica (Lubituizza o Santa Caterina[7][8])
- Prapatnica (Prapatnizza[9])
- Seget Donji (Seghetto Inferiore - Basso[2])
- Seget Gornji - (Seghetto Superiore - Alto)
- Seget Vranjica (Vragnizza[10])